# Quennerstedtska villan

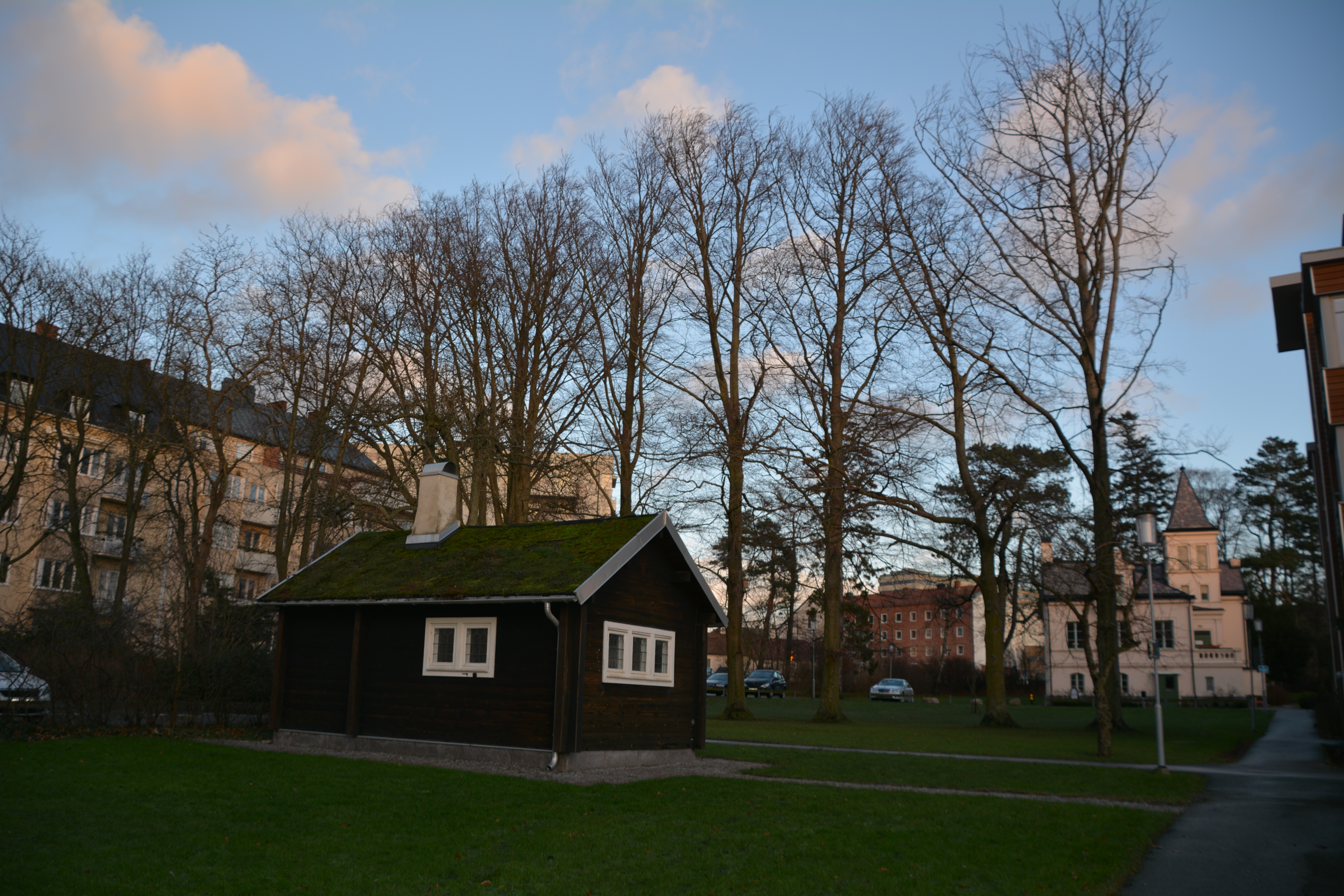
Blendas stuga och Quennerstedtska villan, med bokallén som skiljde den "småländska" trädgården från den "skånska" trädgården.

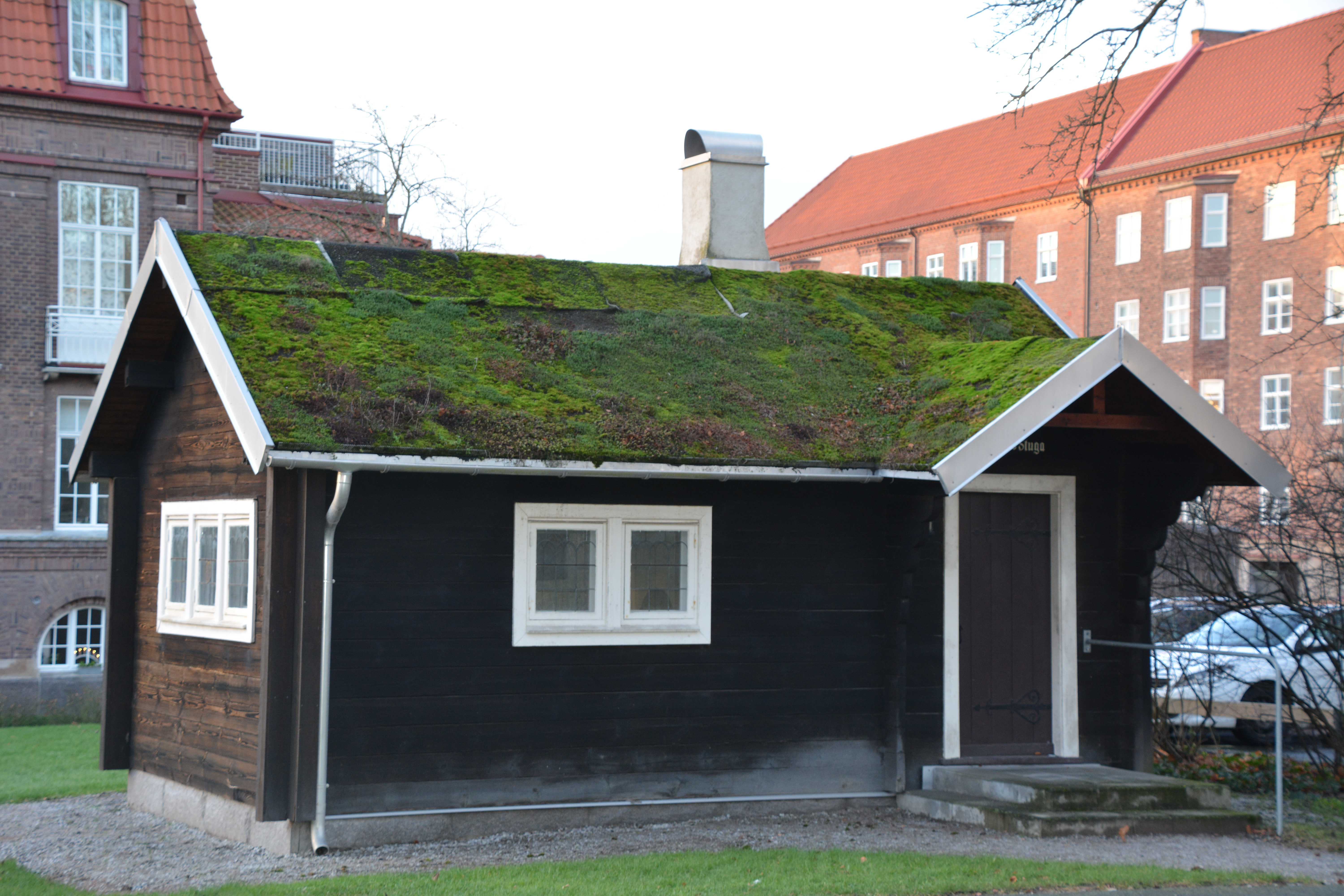
Blendas stuga

Quennerstedtska villan är en tidigare privatbostad i Lund, som ritades av Helgo Zettervall,
Adam Wilhelm Ekelund köpte 1860 det nuvarande kvarteret Kråkelyckan på Spoletorp i Lund och skänkte det senare till dottern Lilly Quennerstedt (1846-1936) och hennes make August Quennerstedt. Dessa lät 1875 uppföra ett bostadshus med tolv rum i den nordöstra delen av kvarteret, mot Karl  XII:s gata och Bredgatan.
Huset har en oregelbunden form, med vita slätputsade fasader och skiffertak. Inredningen var påkostad med siden- och gyllenlädertapeter och med dekorationsmålningar av Svante Thulin. På tomten anlades en storslagen park med en småländsk del och en skånsk, avdelad av rad bokar, vilka fortfarande står kvar.
Villan tillföll Ribbingska sjukhemmet efter Lilly Quennerstedts död 1936. Den byggdes om 1960 av Malmöhus läns landsting för att bli förskola för döva barn och har senare disponerats av sjukhemmet.
I parken finns en knuttimrad lekstuga från 1904, influerad av småländska backstugor, med blyspröjsade fönster och grästak, som uppfördes för paret Quennerstedts enda barn, dottern Blenda. "Blendas stuga", som är en av Sveriges äldsta bevarade lekstugor, ritades av Henrik Sjöberg.